# Tour de Francia 1964
El 51.º Tour de Francia se disputó entre el 22 de junio y el 14 de julio de 1964 con un recorrido de 4504 km. dividido en 22 etapas de las que la tercera, la décima y la vigésimo segunda estuvieron divididas en dos sectores.
Participaron 132 ciclistas repartidos en 12 equipos de 11 corredores de los que solo lograron llegar a París 81 ciclistas. Ninguno de los equipos participantes logró finalizar la prueba con todos sus integrantes.
El vencedor cubrió la prueba a una velocidad media de 35,42 km/h.

## Etapas
| Etapa    | Fecha  | Recorrido                        | Distancia (km) | Ganador                    | Líder                    |
| -------- | ------ | -------------------------------- | -------------- | -------------------------- | ------------------------ |
| 1.ª      | 22 jun | Rennes-Lisieux                   | 215            | Edward Sels                | Edward Sels              |
| 2.ª      | 23 jun | Lisieux-Amiens                   | 208            | André Darrigade            | Edward Sels              |
| 3.ª (1)  | 24 jun | Amiens- Forest                   | 196,5          | Bernard Van De Kerckhove   | Bernard Van De Kerckhove |
| 3.ª (2)  | 24 jun | Forest- Forest                   | 21,3 (CRE)     | KAS                        | Bernard Van De Kerckhove |
| 4.ª      | 25 jun | Forest-Metz                      | 291,5          | Rudi Altig                 | Bernard Van De Kerckhove |
| 5.ª      | 26 jun | Lunéville- Friburgo de Brisgovia | 161,5          | Willy Derboven             | Rudi Altig               |
| 6.ª      | 27 jun | Friburgo de Brisgovia-Besanzón   | 200            | Henk Nijdam                | Rudi Altig               |
| 7.ª      | 28 jun | Besanzón-Thonon-les-Bains        | 195            | Jan Janssen                | Rudi Altig               |
| 8.ª      | 29 jun | Thonon-les-Bains-Briançon        | 248,5          | Federico Martín Bahamontes | Georges Groussard        |
| 9.ª      | 30 jun | Briançon- Mónaco                 | 239            | Jacques Anquetil           | Georges Groussard        |
| 10.ª (1) | 1 jul  | Mónaco-Hyères                    | 187,5          | Jan Janssen                | Georges Groussard        |
| 10.ª (2) | 1 jul  | Hyères-Toulon                    | 21 (CR)        | Jacques Anquetil           | Georges Groussard        |
| 11.ª     | 2 jul  | Toulon-Montpellier               | 250            | Edward Sels                | Georges Groussard        |
| 12.ª     | 3 jul  | Montpellier-Perpiñán             | 174            | Jo De Roo                  | Georges Groussard        |
| 13.ª     | 4 jul  | Perpiñán- Andorra                | 170            | Julio Jiménez              | Georges Groussard        |
| 14.ª     | 6 jul  | Andorra-Toulouse                 | 186            | Edward Sels                | Georges Groussard        |
| 15.ª     | 7 jul  | Toulouse-Luchon                  | 203            | Raymond Poulidor           | Georges Groussard        |
| 16.ª     | 8 jul  | Luchon-Pau                       | 197            | Federico Martín Bahamontes | Georges Groussard        |
| 17.ª     | 9 jul  | Peyrehorade-Bayona               | 42,5 (CR)      | Jacques Anquetil           | Jacques Anquetil         |
| 18.ª     | 10 jul | Bayona-Burdeos                   | 187            | André Darrigade            | Jacques Anquetil         |
| 19.ª     | 11 jul | Burdeos-Brive                    | 215,5          | Edward Sels                | Jacques Anquetil         |
| 20.ª     | 12 jul | Brive-Puy de Dôme                | 237,5          | Julio Jiménez              | Jacques Anquetil         |
| 21.ª     | 13 jul | Clermont-Ferrand-Orleans         | 311            | Jean Stablinski            | Jacques Anquetil         |
| 22.ª (1) | 14 jul | Orleans-Versalles                | 118,5          | Benoni Beheyt              | Jacques Anquetil         |
| 22.ª (2) | 14 jul | Versalles-París                  | 37,5 (CR)      | Jacques Anquetil           | Jacques Anquetil         |

CR = Contrarreloj individual
CRE = Contrarreloj por equipos

## Clasificación general
| Clasificación general |                     |                             |                   |
| Ciclista              | Ciclista            | Equipo                      | Tiempo            |
| --------------------- | ------------------- | --------------------------- | ----------------- |
| 1.º                   | Jacques Anquetil    | Saint-Raphaël-Gitane-Dunlop | 127 h 09 min 44 s |
| 2.º                   | Raymond Poulidor    | Mercier-BP-Hutchinson       | + 55 s            |
| 3.º                   | Federico Bahamontes | Margnat-Paloma-Dunlop       | + 4 min 44 s      |
| 4.º                   | Henry Anglade       | Pelforth-Sauvage-Lejeune    | + 6 min 42 s      |
| 5.º                   | Georges Groussard   | Pelforth-Sauvage-Lejeune    | + 10 min 34 s     |
| 6.º                   | André Foucher       | Pelforth-Sauvage-Lejeune    | + 10 min 36 s     |
| 7.º                   | Julio Jiménez Muñoz | Kas-Kaskol                  | + 12 min 13 s     |
| 8.º                   | Gilbert Desmet      | Wiel's-Groene Leeuw         | + 12 min 17 s     |
| 9.º                   | Hans Junkermann     | Wiel's-Groene Leeuw         | + 14 min 02 s     |
| 10.º                  | Vittorio Adorni     | Salvarani                   | + 14 min 19 s     |